# Stepper Vilmos
Stepper Vilmos (álneve: Tristis; Temesvár, 1899. szeptember 3. – ?) erdélyi magyar író, újságíró.

## Életútja, munkássága
Középfokú tanulmányait szülővárosában, az Állami Főgimnáziumban végezte. Hadi érettségit tett, az első világháborúban önkéntesként kikerült az olasz frontra, a tüzérséghez. Az összeomlás után Magyarországra visszatérve harcolt a Vörös Hadseregben, a proletárdiktatúra bukása után sikerült Temesvárra menekülnie, ahol a Temeswarer Zeitung újságírója lett. Cikkeket, tudósításokat küldött a Pester Lloydnak is. Elsőként közölt dokumentált riportot magyar és német nyelven Ady Endre temesvári ítélőtáblai díjnokoskodása hónapjairól.
1920-ban novelláskötete jelent meg (Ritta. Temesvár, 1920), s rendszeresen szerepelt írásokkal a Temesvári Hírlap és a Brázay Emil szerkesztette A Toll hasábjain is. 1924-ben a Szerb–Horvát–Szlovén Királyságot és Olaszországot is felkeresve Párizsba utazott, ahonnan tudósításokat, beszámolókat küldött a temesvári lapoknak. Temesváron adta ki 1926-ban Tristis álnéven Brom-delirium c. kisregényét. Párizsban, Berlinben, Bécsben és több más európai nagyvárosban próbált szerencsét.
Az 1920-as évek végén Nizzában telepedett le, itt turisztikai vállalatot alapított, később Genfben, a Népszövetség székhelyén laptudósítóként működött: a bécsi Neue Freie Presse és más világlapok foglalkoztatták. Párizsban jelent meg 1939-ben francia nyelven írt Mon espace vital c. regénye. Európai idill c. novelláját Méliusz József fordításában a Korunk közölte (1940/6). A második világháború idején részt vett a francia ellenállásban. 1941-ben Lyonban letartóztatták s valószínűleg deportálták. További sorsa ismeretlen.